# Andreas Riehl der Jüngere
Andreas Riehl der Jüngere, auch Ruhl, Rühel oder Rihl, (geboren 1551 in Breslau, Fürstentum Breslau; gestorben 1616 in Ansbach) war ein schlesischer Porträtmaler, der für unterschiedliche deutsche Fürsten in Nürnberg, Berlin und Ansbach als Hofmaler tätig war.

## Wirken
Riehls Eltern waren der Maler Andreas Riehl der Ältere († 1567) und dessen erste Frau Anna. Er verließ Breslau nach einem Konflikt mit der Malerzunft und kam nach Nürnberg, wo er 1575 als Bürger aufgenommen wurde. Riehl porträtierte zwischen 1589 und 1591 unter anderem Kurfürst Christian I. und Kurfürstin Sophia von Sachsen, sowie Erdmuthe von Brandenburg. In der Zeit von 1596 bis 1598 war er nachweislich am Hof des Kurfürsten Johann Georg von Brandenburg als Hofmaler tätig, dies zeigt sich in einer Porträtserie der fürstlichen Familie Johann Georgs von Brandenburg, in der neben dessen Frau Elisabeth die gemeinsamen Kinder Georg Albrecht, Dorothea Sibylla, Elisabeth Sophia, Agnes und Magdalena zu sehen sind (es fehlen in der Sammlung ein Komplettbild des Markgrafen Albrecht Alcibiades von Bayreuth und das Komplettbild des Markgrafen Georg Friedrich von Ansbach, die sich zuvor gemeinsam mit den anderen im Berliner Schloss befanden). Die im Jagdschloss Grunewald ausgestellten Werke stammen ursprünglich aus der Ahnengalerie auf der Plassenburg bei Kulmbach. In dieser Galerie versammelte zunächst Markgraf Georg Friedrich von Brandenburg-Bayreuth die Bildnisse der Angehörigen seiner Familien. Riehl erhielt ein Gehalt von 200 Thalern, da ihn der Kurfürst nicht bezahlte, ging er 1599 als Hofmaler nach Ansbach und forderte von dort aus seinen ausstehenden Lohn ein. Er schuf 1603 nach dessen Tod mehrere Gemälde des Markgrafen Georg Friedrich im Auftrag des Kurfürsten Christian II. von Sachsen, der die Gemäldesammlung fortführte. Das Monogramm AR Riehls und auch seines Vaters ist angelehnt an das Albrecht Dürers. Es zeigt, ähnlich wie bei diesem  ein großes A über einem R. Riehls Sohn Leonhard war ebenfalls Maler und stellte gemeinsam mit ihm einige Porträts im Kloster Heilsbronn her.

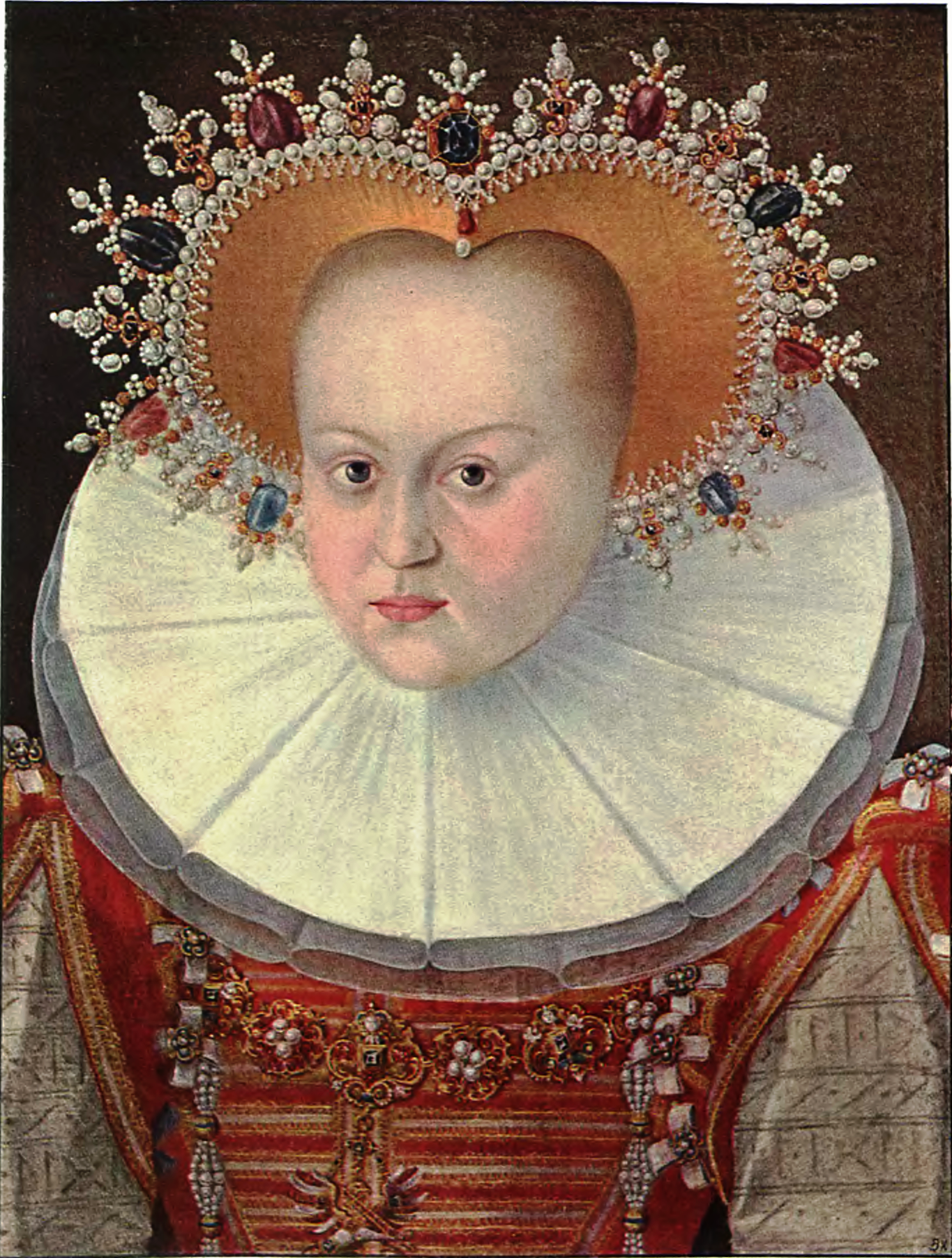
Erdmuthe von Brandenburg
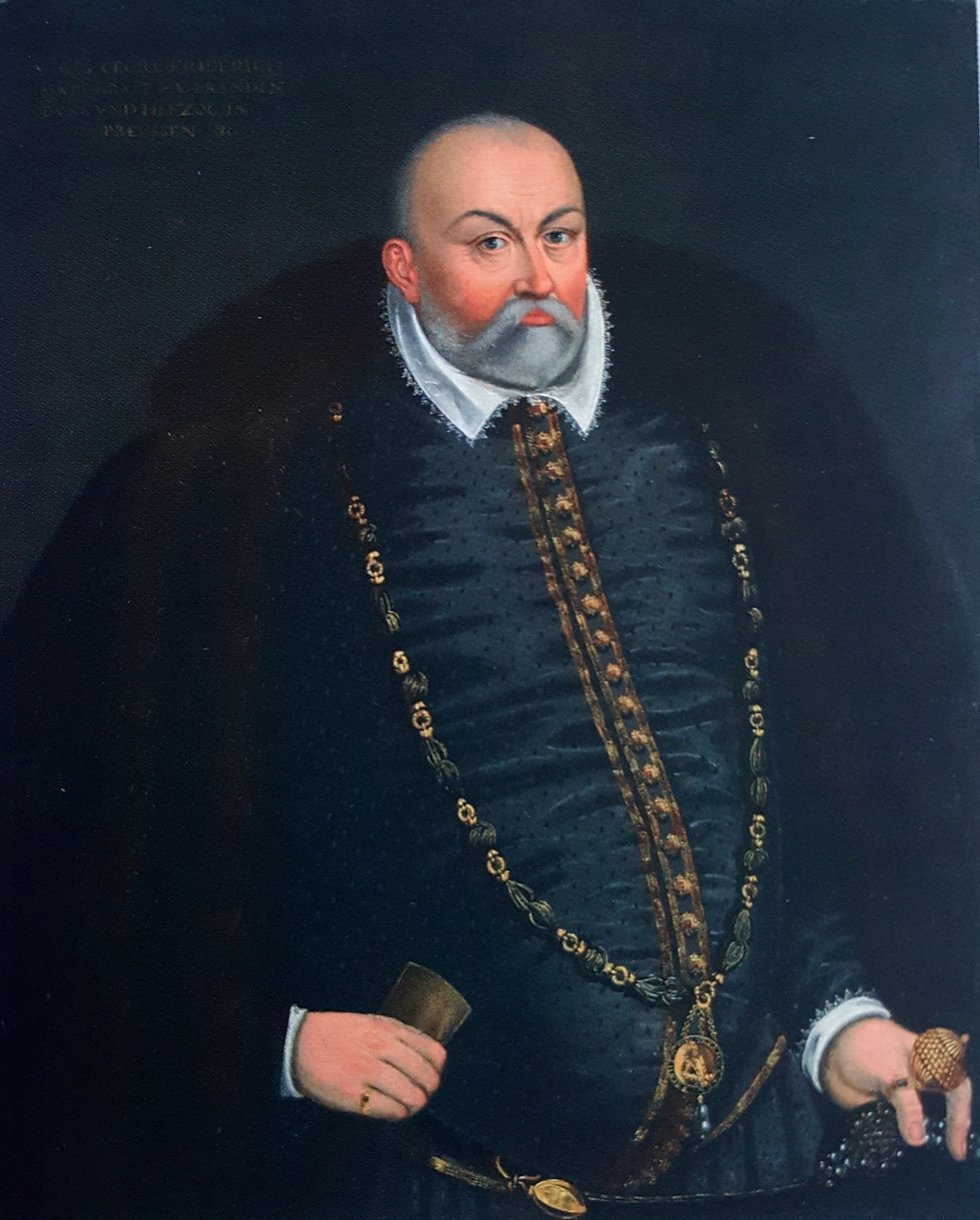
Georg Friedrich von Brandenburg
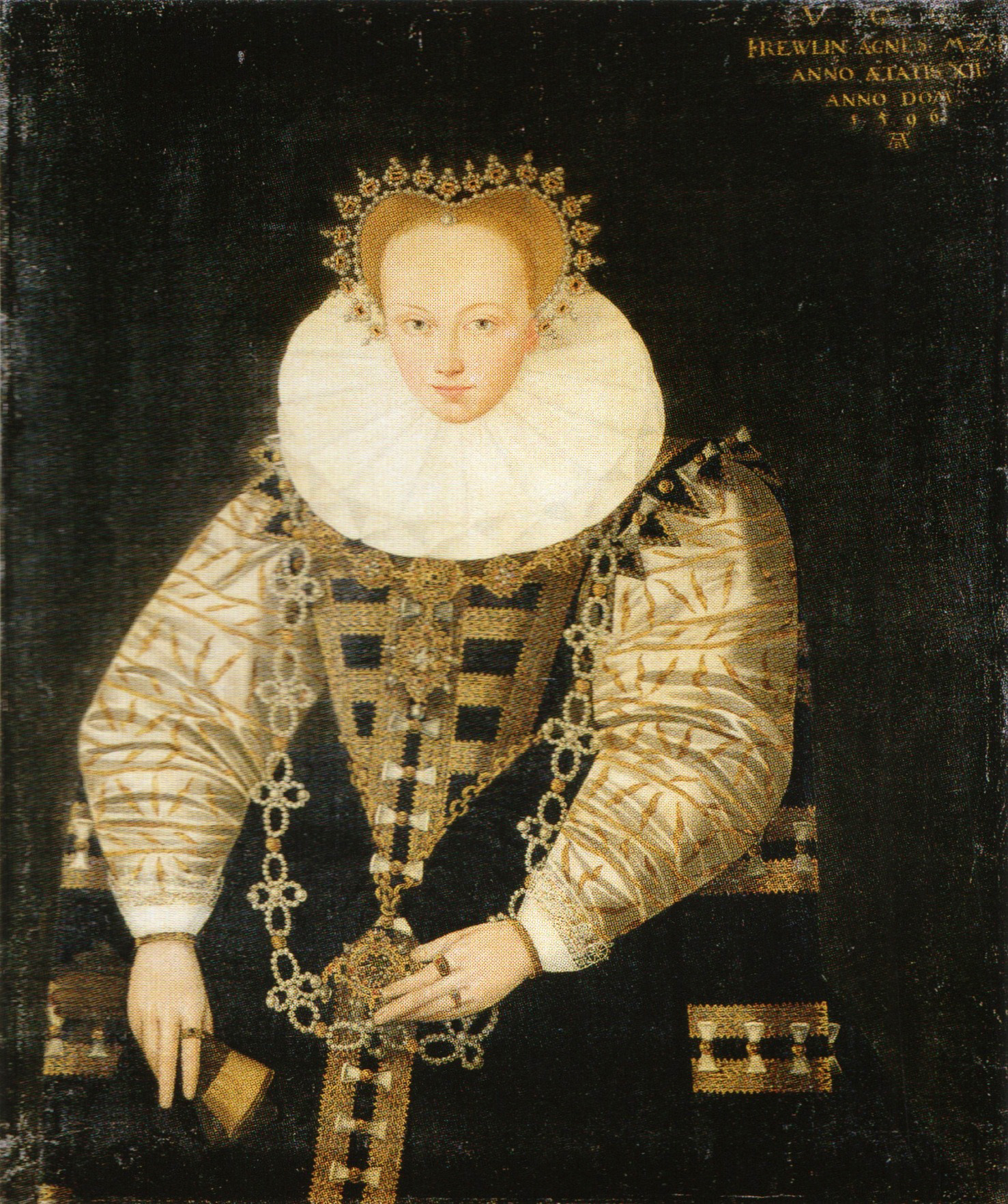
Agnes von Brandenburg

## Werke in Ausstellungen
- 2012 Kurhut und Krone – brandenburgisch-preußische Herrscher und ihre Familien, Jagdschloss Grunewald[8]